# Georges Le Bail-Maignan
Pour les articles homonymes, voir Georges Le Bail, Le Bail et Maignan.
Georges Le Bail-Maignan, né le 6 octobre 1886 à Saint-Brieuc (Côtes-d'Armor) et mort le 22 juin 1918 à Paris est un homme politique français  d'orientation radicale, député du Finistère de 1914 à 1918.

## Biographie
Fils de Georges Le Bail et frère d'Albert Le Bail, il suit les traces de son père en devenant, après un doctorat en droit, avocat au barreau de Quimper, puis au barreau de Paris. 
Élu député du Finistère en 1914, il siège sur les bancs radicaux. Il est secrétaire de la Chambre en 1917 et 1918. Il meurt de maladie en cours de mandat.

## Sources
- « Georges Le Bail-Maignan », dans le Dictionnaire des parlementaires français (1889-1940), sous la direction de Jean Jolly, PUF, 1960 [détail de l’édition]